# Патомский кратер
Па́томский кра́тер — конус из раздробленных известняковых глыб на склоне горы Патомского нагорья в Бодайбинском районе Иркутской области. Обнаружен в 1949 году геологом Вадимом Викторовичем Колпаковым.
Среди местного населения носит название «Гнездо огненного орла», известен также под названиями «Конус Колпакова», «Джебульдинский кратер», «Явальдинский кратер».

## Описание
Патомский кратер, уникальный по своим характеристикам геологический объект, представляет собой кольцевую структуру центрального типа с насыпным конусом, сложенным известняками и другими горными породами. Патомский кратер формировался в течение продолжительного времени около 500 лет назад.
Кольцевая структура с отчётливо выраженной зональностью отражает последовательное образование его главных структурных элементов:
1. внешний склон конуса,
2. кольцевой вал,
3. кольцевой ров,
4. центральная горка.

Кратер расположен среди терригенно-карбонатных пород мариинской свиты протерозоя и представляет собой насыпной конус, сложенный преимущественно известняками, но на нём встречаются и другие породы: песчаники, метаморфизованные сланцы, полевошпат-карбонатные и кварцевые жилы.
Высота около 40 м, диаметр по гребню — 76 м. Конус увенчивается плоской вершиной, которая представляет собой кольцевой вал. В центре воронки горка высотой до 12 м. Общий объём конуса оценивается в 230—250 тысяч м³, масса — около миллиона тонн.
При картировании кратера установлено, что наиболее возвышенная его часть — кольцевой вал — разделена неглубоким понижением в рельефе на две части. На раннем этапе образовался внутренний вал, сложенный сильно выветрелыми серыми известняками. Среди этих известняков встречаются единичные глыбы метаморфизованных сланцев и песчаников, часто кварцитовидных. На них растут отдельные лиственницы. Внешний поздний кольцевой вал сложен тёмно-серыми массивными кристаллическими известняками, слабо подвергшимися процессам выветривания, и на нём лиственницы отсутствуют. Становление Патомского кратера, по-видимому, завершилось формированием центральной горки, которая в районе её вершины представлена массивными кристаллическими известняками, в минимальной степени затронутыми процессами выветривания.

## Исследования
В 1963 году Сибирская комиссия по метеоритам СО АН СССР направила на Патомский кратер экспедицию, которая выполнила ряд интересных комплексных исследований.
В период 2005—2010 годов было предпринято несколько совместных экспедиций на Патомский кратер по инициативе газеты «Комсомольская правда» и Председателя Совета Федерации С. М. Миронова (2010).
Геолого-геохимические исследования в составе комплексных экспедиций 2006, 2008 и 2010 годах свидетельствуют об эндогенных причинах образования кратера, которые, очевидно, связаны с развитием глубинного магматического процесса.
Предполагаемая ранее метеоритная гипотеза происхождения Патомского кратера не подтверждается проведёнными комплексными исследованиями, его образование связано с эндогенными процессами, главную роль в которых играло поступление глубинного потока газовых и флюидных компонентов.
Установлено, что эруптивный материал в виде глыб песчаников и сланцев среди известняков, выведенный на современную поверхность, был интенсивно карбонатизирован. В результате, в терригенных породах образовалась минеральная ассоциация карбонатных минералов: кальцит, сидерит, анкерит, флюорит. Обнаружение в пределах кратера отдельных глыб терригенных пород с аномальными геохимическими характеристиками даёт возможность предполагать существование на глубине субвулканического магматического тела, определившего вещественные особенности пород Патомского кратера.

## Оценка возраста
Так как возраст кратера имеет принципиальное значение, в 2008 году В. И. Ворониным (СИФИБР СО РАН) был предпринят массовый отбор спилов наиболее высоковозрастных лиственниц в нескольких метрах от внешней осыпи кратера и на самом кратере. В результате дендрохронологического анализа обосновано заключение, что около 500 лет назад в процессе формирования насыпного конуса и активной подвижки грунта произошёл массовый вывал деревьев и появилось новое поколение лиственниц с возрастом 400—480 лет. Таким образом, период образования кратера можно отнести к концу XV — началу XVI веков. На внешней осыпи кратера и раннем кольцевом валу наиболее старые деревья появились примерно 250—300 лет назад. Исследуемые деревья зафиксировали в годичных кольцах периода 1841—1842 годов событие катастрофического характера, вызвавшее различные их повреждения. Можно допустить, что время образования позднего кольцевого вала приходится на эти годы. Вполне обоснованным является вывод, что к этому времени был уже сформирован ранний кольцевой вал кратера, на породах которого выросло дерево с возрастом 236 лет. Поскольку на центральной горке деревья значительно моложе (71 год), вполне логично предположить, что она завершала полное формирование насыпного конуса. Таким образом, результаты дендрохронологического анализа дают все основания считать, что возраст кратера — порядка 500 или более лет. Подтверждается вывод геологов, что он формировался в течение продолжительного времени, и отдельные катастрофические события, связанные с различными этапами эндогенной активности и становления кратера, зафиксированы в древесно-кольцевой хронологии.